# باري جاكسون (ممثل)
باري جاكسون (بالإنجليزية: Barry Jackson)‏ هو ممثل بريطاني، ولد في 29 مارس 1938 ببرمنغهام في المملكة المتحدة، وتوفي في 5 ديسمبر 2013 بلندن في المملكة المتحدة بسبب سكتة. بدأ مشواره المهني سنة 1960.

## وصلات خارجية
- باري جاكسون على موقع IMDb (الإنجليزية)
- باري جاكسون على موقع روتن توميتوز (الإنجليزية)
- باري جاكسون على موقع ألو سيني (الفرنسية)
- باري جاكسون على موقع أول موفي (الإنجليزية)
- باري جاكسون على موقع قاعدة بيانات الأفلام السويدية (السويدية)
- باري جاكسون على موقع قاعدة بيانات الفيلم (الإنجليزية)